# Nigerias herrlandslag i volleyboll
Nigerias herrlandslag i volleyboll representerar Nigeria i volleyboll på herrsidan. Laget har deltagit i afrikanska mästerskapet och afrikanska spelen, i bägge fallen med silver som bästa resultat.

### Fotnoter
1. ↑  Todor Krastev. ”Men Volleyball IV Africa Championship 1979 Tripoli, Libya - 09-15.11 - Winner Tunisia (3rd)” (på engelska). http://todor66.com/volleyball/Africa/Men_1979.html. Läst 31 oktober 2023.
2. ↑  ”Volleyball, Africa: African Championship 2021 Standings - Soccerstand.com” (på engelska). https://www.soccerstand.com/volleyball/africa/african-championship-2021/standings/#/6BwErRCc/draw. Läst 1 november 2023.
3. ↑  ”African Games (Volleyball ) Event Overview Men's” (på engelska). Afrikanska spelen 2023. https://results.accra2023ag.com/wrs/eng/zz/engzz_volleyball-event-overview-men-s.htm. Läst 18 april 2024.
4. ↑  Senaste tillfället då någon kontrollerade att de inmatade tabelluppgifterna stämmer. Uppgifter kan ha matats in senare utan att kontrolleras av någon annan